# Pat Tanaka
Patrick Tanaka, detto Pat (Honolulu, 5 agosto 1961), è un ex wrestler statunitense noto principalmente per i periodi trascorsi nella American Wrestling Association come parte del tag team Badd Company e nella World Wrestling Federation come membro degli Orient Express.

## Biografia
Nel corso della sua carriera trentennale, Tanaka ha lavorato in varie federazioni, tra le quali American Wrestling Association, World Wrestling Federation, World Championship Wrestling, Extreme Championship Wrestling, Continental Wrestling Association e New Japan Pro-Wrestling.

### Inizi (1984-1986)
Allenato dal padre Duke Keomuka, e da Hiro Matsuda, Pat Tanaka debuttò nel 1984 nella NJPW. Durante la sua permanenza nella federazione, affrontò Keiichi Yamada, Shunji Kosugi, Black Cat, Naoki Sano, Tatsutoshi Goto, Shinichi Nakano, e Hirokazu Hata.
Dopo un anno passato nella New Japan, nel 1985 Tanaka si spostò a lottare come jobber nella Jim Crockett Promotions.

### Continental Wrestling Association (1986–1988)
Nel 1986, Tanaka si trasferì a Memphis (Tennessee) per lavorare nella Continental Wrestling Association di Jerry Lawler & Jerry Jarrett. In coppia con Jeff Jarrett vinse l'AWA Southern Tag Team Championship. Alla fine del 1986, Tanaka formò un tag team con Paul Diamond, i Badd Company, che avrebbe vinto i titoli di coppia CWA per quattro volte, e il CWA/AWA International Tag Team Championship sconfiggendo Tarzan Goto e Akio Sato il 15 dicembre 1986.
A Memphis i Badd Company vinsero anche l'AWA Southern Tag Team Championship, sconfiggendo Jeff Jarrett & Billy Joe Travis l'8 agosto 1987. Un mese dopo, persero le cinture contro i The Nasty Boys.

### American Wrestling Association (1988–1990)
Nel 1988 i Badd Company si trasferirono nell'American Wrestling Association. Qui ebbero come manager Diamond Dallas Page.
Il primo feud della coppia fu con i Midnight Rockers, che sconfissero vincendo l'AWA World Tag Team Championship il 19 marzo 1988. Il regno di Diamond & Tanaka terminò il 25 marzo 1989 quando persero le cinture con i The Olympians (Brad Rheingans & Ken Patera). Poco tempo dopo la perdita dei titoli, la coppia si divise da Page, e i due ebbero un breve feud l'uno contro l'altro fino all'inizio del 1990.

### World Wrestling Federation

#### Orient Express (1990-1992)
Tanaka firmò per la World Wrestling Federation nel 1990, e formò un nuovo tag team chiamato The Orient Express insieme a Akio Sato, con manager Mr. Fuji. Anche se dovevano rappresentare il tipico tag team heel giapponese, sia Tanaka che Mr Fuji erano nati alle Hawaii.
Gli Orient Express ebbero un prolungato feud con i The Rockers che iniziò a WrestleMania VI, dove Sato e Tanaka avevano vinto per countout, e che proseguì per più di un anno. Poi, il tag team restò coinvolto nella faida tra Legion of Doom e Demolition in quanto Mr. Fuji era anche il manager dei Demolition. Gli Orient Express presero di mira i Legion of Doom, ma persero sonoramente quasi tutti i confronti.
Dopo WrestleMania VI, Tanaka & Sato apparvero solo in altri due eventi pay-per-view. Dapprima a SummerSlam 1990 dove la coppia venne sconfitta da "Hacksaw" Jim Duggan & Nikolai Volkoff, e poi a Survivor Series 1990 come membri della squadra The Mercenaries capitanata da Sgt. Slaughter (che includeva anche Boris Zhukov). Sato venne elimato da Bushwhacker Butch dopo 1:46, mentre Tanaka poco dopo da Tito Santana.
Quando Akio Sato decise di lasciare il wrestling statunitense alla fine del 1990, la WWF decise di chiamare Paul Diamond a sostituirlo, indossando una maschera in modo da nascondere che non fosse un asiatico e con il ring name Kato. Durante questo periodo, la coppia ebbe feud con The Rockers e New Foundation.
Nel 1991, Sato tornò in WWF unendosi a Tanaka & Kato per una serie di 6-man tag-team match in alcuni house show, ma Sato lasciò la WWF solo dopo pochi incontri. Tanaka si prese un periodo di pausa nel 1991 a causa della morte del padre, Hisao Tanaka, e poi tornò a terminare il suo contratto in WWF che scadde nel febbraio 1992. Il suo ultimo match fu una sconfitta con Virgil.

### Eastern/Extreme Championship Wrestling (1993–1994)
Quando anche Paul Diamond lasciò la WWF nel 1993, i due si riunirono come Badd Company nella Eastern Championship Wrestling (prossima a diventare Extreme Championship Wrestling). La coppia debuttò il 1º ottobre 1993 a NWA Bloodfest sconfiggendo i Bad Breed (Ian & Axl Rotten). Più avanti quella stessa sera, Tanaka & Diamond sfidarono senza successo i campioni di coppia ECW, Tony Stetson & Johnny Hotbody.
La sera successiva a NWA Bloodfest: Part 2, i Badd Company affrontarono i Public Enemy (Rocco Rock & Johnny Grunge). Più avanti nello show i Badd Company e i Public Enemy si sarebbero scontrati ancora, questa volta in un Three Way Steel Cage Match che comprendeva anche i Bad Breed; a uscire vittoriosi furono i Public Enemy. A Terror at Tabor il 12 novembre 1993, i Badd Company sconfissero Don E. Allen & Mr. Hughes. Dopo il match, i Badd Company sfidarono i Public Enemy a un match improvvisato tra Paul Diamond e Rocco Rock, vinto da Diamond. I Public Enemy si vendicarono sconfiggendo i Badd Company in un "South Philly Hood" match a November to Remember. A Holiday Hell il 26 dicembre 1993, Tanaka sconfisse Rocco Rock nel corso di un "Body Count" match.
Dopo altri feud con Kevin Sullivan & The Tasmaniac, il 27 marzo 1994 i Badd Company lottarono nel loro ultimo match in ECW, sconfiggendo Rockin' Rebel & Pitbull #1.

### World Championship Wrestling

#### Badd Company (1994-1995)
All'epoca dell'ultimo match dei Badd Company in ECW, Tanaka & Diamond avevano già firmato un contratto con la World Championship Wrestling, e Tanaka aveva anche già debuttato con il nome Tanaka-San. Paul Diamond lo raggiunse poco tempo dopo indossando la maschera di Kato ed utilizzando il ring name Haito. Il duo riprese la gimmick degli "Orient Express" ma non poté utilizzare tale nome per il tag team essendo di proprietà della WWF. Tanaka & Diamond lottarono in un paio di match ma non riscossero nessun successo in WCW. Alla fine del 1994, i Badd Company/The Orient Express si sciolsero definitivamente.
Mentre Paul Diamond lasciò la WCW poco tempo dopo, Tanaka continuò a lottare nella federazione (come "Pat Tanaka") in qualità di jobber.

#### El Gato e basso profilo (1996-1998)
Nel 1996 Tanaka lottò per breve tempo con l'identità del wrestler mascherato El Gato, scontrandosi prevalentemente con Konnan, che difese con successo il titolo WCW United States Heavyweight Championship contro di lui a The Great American Bash il 16 giugno 1996.
In questo periodo, Tanaka utilizzava come musica d'entrata quella che sarebbe poi diventata la theme music di Bill Goldberg.

### Giappone (1999–2001)
Nel 1999, Tanaka lottò nella Frontier Martial-Arts Wrestling. Nel 2001, fece ritorno alla New Japan utilizzando il ring name GOKU-DO. Inoltre, insieme a "High Profile" Dyan Night diede vita ai The New Orient Express con Manager Candilynn Lockhart, The Blonde Geisha.

### Circuito indipendente (2001–oggi)
Nel maggio 2005, Tanaka perse un match con Atsushi Miyamoto durante una puntata dello show !Bang! TV di Dory Funk in Florida. Nell'agosto 2006, iniziò a lottare in svariati match in federazioni locali del circuito indipendente.

## Vita privata
Nel marzo 2006, Tanaka ha aperto il "Fighting Spirit Dojo" a Minster, in Ohio, insieme allo shoot-fighter Jody Poff. Poff insegna arti marziali miste mentre Tanaka insegna judo a più di 50 studenti. Poco tempo dopo, Tanaka e Poff hanno trasferito il dojo a St. Marys, Ohio.

## Personaggio
Mosse finali
- Complete Shot (Kneeling reverse STO)
- Running savate kick
- Rolling wheel kick

Manager
- Downtown Bruno[27]
- Diamond Dallas Page[28]
- Mr. Fuji[2]
- Sonny King

Musiche d'entrata
- Bad Company dei Bad Company (AWA/ECW)
- Orient Express (WWF)
- 1,000 Suns (WCW; come Tanaka-San)
- Invasion (WCW; successivamente utilizzata da Goldberg)
- Thunder Underground di Ozzy Osbourne
- Thunderstruck degli AC/DC
- Bad Company dei Five Finger Death Punch (Wrecking Ball Wrestling)

## Titoli e riconoscimenti
- American Wrestling Association
  - AWA World Tag Team Championship (1) – con Paul Diamond
- Continental Wrestling Association
  - AWA Southern Tag Team Championship (2) – con Paul Diamond (1) e Jeff Jarrett (1)
  - CWA/AWA International Tag Team Championship (5) – con Paul Diamond (4) e Jeff Jarrett (1)
- Pro Wrestling Illustrated
  - 355º posto nella lista dei 500 migliori wrestler singoli nei "PWI Years" del 2003
  - 99º posto nella lista dei 100 migliori tag team (con Paul Diamond) nei "PWI Years" del 2003
- Universal Wrestling Association
  - UWA/UWF Intercontinental Tag Team Championship (1) – con Bulldog K.T.